# Тишина (община)
Община Тишина (словен. Občina Tišina) — муниципалитет в Словении. Административный центр — Тишина.

## Население
В 2011 году в общине проживало 4158 человек, из них 2053 мужчины и 2105 женщин. Численность экономически активного населения — 1568 человек. Средняя заработная плата — 946,05 евро в месяц (в среднем по Словении 987,39). Приблизительно каждый второй житель имеет машину (51 автомобиль на 100 жителей). Средняя продолжительность жизни — 41,9 лет (в среднем по Словении 41,8).